# Menecio (hijo de Áctor)
En la mitología griega, Menecio (Μενοίτιος : Menoítios "poder malhadado", de μένος "poder" y οἶτος "mal hado") es recordado en la Ilíada como el padre de Patroclo. Píndaro dice que entre todos los colonos que fueron invitados a residir en tierras opuntias, el rey Opunte honró a Menecio sobre todos los demás.
Menecio era a su vez hijo de Áctor, el argonauta, y de Egina;pero antes de casarse con él, Egina le había dado a Zeus un hijo llamado Éaco, padre de Peleo y por tanto abuelo de Aquiles. Así pues, Menecio y Éaco eran medios hermanos, lo que hacía de Patroclo primo-tío de Aquiles (Homero, en efecto, presenta a Patroclo como mayor). Eustacio tiene otra versión. Dice que «ha de saberse que la historiografía antigua se transmite a Patroclo como pariente de Aquiles; Hesíodo afirma que Menecio, el padre de Patroclo, era hermano de Peleo, de modo que en ese caso los dos eran primos hermanos entre sí».
La esposa de Menecio y madre de Patroclo no tiene una tradición establecida. Apolodoro nos resume sus variantes: «Esténele, hija de Acasto; o Periópide, hija de Feres, o según dice Filócrates, de Polimela,(o Filomela) hija de Peleo». Otros dicen que fue Damocratea, una hija de Zeus y Egina. Se dice que la hija de Menecio fue Mirto, y que ésta tuvo de Heracles una hija, Euclea.
Menecio participó en la expedición de los argonautas. Cuando su amigo Heracles murió, Menecio instituyó que cada año se le ofrecieran sacrificios en Opunte y se le honrara como a un héroe. En esta ciudad vivía cuando Patroclo, siendo aún niño, mató accidentalmente a su amigo Clitónimo, hijo de Anfidamante, mientras jugaban a los dados. Este hecho provocó la huida de ambos a la corte de Peleo en Ftía, donde conocieron a Aquiles y el padre permaneció hasta el fin de sus días. Allí los encontraron Ulises y Néstor cuando reclutaban tropas para la guerra de Troya. Antes de partir hacia ella, Menecio encomendó a Patroclo que se encargara de aconsejar y guiar a Aquiles, a pesar de que este tenía «un linaje superior».